# Чемпіонат НДР з хокею 1983—1984
Чемпіонат НДР з хокею 1984 — чемпіонат НДР, чемпіоном став клуб СК «Динамо» (Берлін) 11-й титул.

## Таблиця
| М  | Команда               | І | Пер | Н | Пор | Ш     | О  |
| -- | --------------------- | - | --- | - | --- | ----- | -- |
| 1. | СК «Динамо» (Берлін)  | 8 | 7   | 0 | 1   | 49:27 | 14 |
| 2. | «Динамо» (Вайсвассер) | 8 | 1   | 0 | 7   | 27:49 | 2  |

Скорочення: М = підсумкове місце, І = ігри, Пер = перемоги, Н = нічиї, Пор = поразки, Ш = закинуті та пропущені шайби, О = набрані очки

## Матчі
- «Динамо» (Вайсвассер) — СК «Динамо» (Берлін) 6:2
- СК «Динамо» (Берлін) — «Динамо» (Вайсвассер) 7:6
- «Динамо» (Вайсвассер) — СК «Динамо» (Берлін) 3:7
- СК «Динамо» (Берлін) — «Динамо» (Вайсвассер) 7:0
- «Динамо» (Вайсвассер) — СК «Динамо» (Берлін) 5:7
- СК «Динамо» (Берлін) — «Динамо» (Вайсвассер) 6:3
- «Динамо» (Вайсвассер) — СК «Динамо» (Берлін) 2:3
- СК «Динамо» (Берлін) — «Динамо» (Вайсвассер) 10:2